# Josep Brangulí i Soler
Josep Brangulí i Soler (l'Hospitalet de Llobregat, Barcelonès, 14 de setembre de 1879 - Barcelona, 1945) fou un dels pioners del fotoperiodisme a Catalunya, juntament amb altres professionals com Frederic Batell, Adolf Mas o Pere Català Pic. Les seves obres relaten i donen testimoni dels canvis socials, urbans i industrials que va patir la capital catalana durant la primera meitat del segle xx. Va viure al barri dit dels periodistes, entre la Salut i Can Baró.
Brangulí fou un dels introductors del fotoperiodisme a Catalunya; va fotografiar tant esdeveniments històrics –la Setmana Tràgica– com obres públiques o esdeveniments socials (reportatges de boxa, vida comercial al carrer, platges...), passant per les fotos testimonials dels grans canvis a la ciutat, com l'obertura de la via Laietana, la construcció de vaixells de formigó, l'Exposició Internacional de Barcelona de 1929 o els museus, entre d'altres.

## Obra

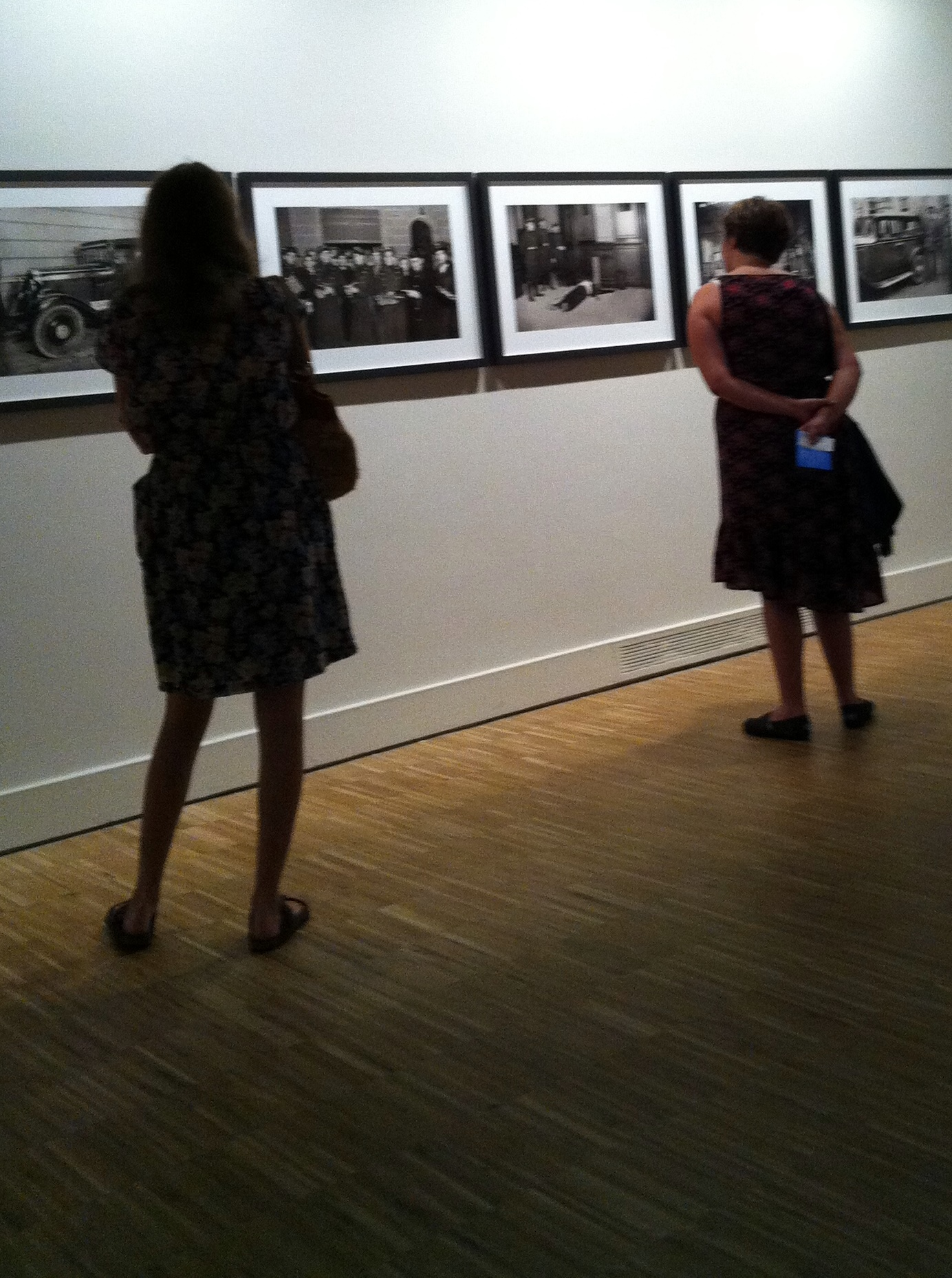
Una de les sales de l'exposició celebrada al CCCB.

Fou un fotògraf documentalista amb una producció molt vasta, ja que va treballar per a diversos sectors com la premsa, la indústria, el comerç i l'arquitectura. Va treballar a la revista La Hormiga de Oro, i als diaris La Vanguardia, Prensa española, ABC i en la revista Blanco y Negro. Va ser membre de la Cooperativa de Periodistas para la Construcción de Casas Baratas creada el 1915. També va treballar documentant treballs per a empreses de construcció, com Construcciones y Pavimentos, una de les primeres empreses encofradores de la zona, o per altres empreses públiques com l'encarregada de la xarxa del Metro de Barcelona o de la creació de l'enllumenat públic.
Gràcies a aquesta feina de fotògraf documentalista, va ser autor de nombrosos reportatges sobre Catalunya i, en especial, la ciutat comtal, destacant el que va fer amb motiu de l'Exposició Internacional de Barcelona de 1929. Hi ha una enorme quantitat de fotografies seves a l'Arxiu Nacional de Catalunya, a Sant Cugat del Vallès, on es conserven els clixés tant d'ell com els dels seus dos fills, Joaquim Brangulí i Claramunt (1913-1991) i Xavier Brangulí i Claramunt (1918-1986), que el seguiren en l'ofici de fotògraf. Els tres van treballar en equip –com la saga dels Fotògrafs Napoleon– arribant a tenir una única signatura i un únic arxiu, format per aproximadament un milió de negatius amb la signatura Brangulí, dels quals es creu que aproximadament mig milió són atribuïbles al pare. L'arxiu, format per publicacions i material de l'època, va ser comprat per la Generalitat de Catalunya als seus hereus l'any 1992.
El seu sistema de treball era principalment mitjançant la sèrie fotogràfica: interrelacionant les fotografies entre si es contextualitzava la informació. El mateix artista les catalogava i arxivava en grups, carpetes i col·leccions separades.

## Exposicions rellevants
- "Josep Brangulí. 1909-1945", al CCCB.[8] Produïda per la Fundación Telefónica, amb la col·laboració de l'Arxiu Nacional de Catalunya,[9] Barcelona, 7 de juny - 23 d'octubre del 2011. Anteriorment ja es va presentar a la seu de la Fundación Telefónica, a Madrid,[10] entre l'11 de novembre del 2010 i el 27 de març de 2011. Va ser comissariada per Rafael Levenfeld i Valentín Vallhonrat i es van poder veure 300 obres de l'artista.[11]